# Ціан
Ціан (діціан, ціаноген) — хімічна сполука вуглецю з азотом із формулою (CN)2, дінітрил щавлевої кислоти. Найпростіший стабільний нітрид вуглецю, безбарвний і високотоксичний газ із різким запахом.
Молекула є псевдогалогеном. Молекули ціану складаються з двох груп CN — аналогів двоатомних молекул галогенів, як-от Cl2, але набагато менш окислювальних. Дві ціаногрупи з'єднуються атомами вуглецю: N≡C‒C≡N, хоча виявлено й інші ізомери. Назва використовується також для радикалу ‒C≡N, а отже для таких сполук, як-от бромціан (NCBr).
Ціан є ангідридом оксамиду:
H2NC(O)C(O)NH2 → NCCN + 2 H2O
хоча оксамид виготовляється з ціану шляхом гідролізу:
NCCN + 2 H2O → H2NC(O)C(O)NH2

## Отримання
Ціан зазвичай отримують із ціанідних сполук. Один із лабораторних методів передбачає термічне розкладання ціаніду ртуті(II):
2 Hg(CN)2 → (CN)2 + Hg2(CN)2
Крім того, можна поєднати розчини солей міді (II), як-от сульфат міді(II), з ціанідами. Утворюється нестійкий ціанід міді(ІІ), який швидко розкладається на ціанід міді(І) і ціан.
2 CuSO4 + 4 KCN → (CN)2 + 2 CuCN + 2 K2SO4
У промисловості ціан отримують окисленням ціаніду водню (синильної кислоти), зазвичай із використанням хлору з активованим каталізатором — діоксидом кремнію або діоксидом азоту над сіллю міді. Ціан також утворюється, коли азот і ацетилен реагують під дією електричних іскор або розряду.

## Ізомери
Формула ціану — NCCN. Існують менш стабільні ізомери з іншим порядком розташування атомів:
- Ізоціаноген (ціаноізоціаноген) — NCNC
- Діізоціаноген — CNNC
- Діазодікарбон — CCNN.

## Параціан

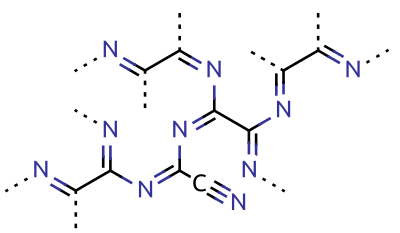

Параціан є полімером ціану. Його можна отримати нагріванням ціаніду ртуті. Крім того, його можна отримати нагріванням ціаніду срібла, ціанату срібла, ціаніду йоду або йодиду ціанурової кислоти. Параціан також можна отримати шляхом полімеризації ціану при температурі від 300 до 500 °C за наявності слідів домішок.
Параціан можна перетворити на ціан шляхом нагрівання до 800 °C. Згідно з експериментальними даними, структура цього полімерного матеріалу вважається досить нерегулярною, причому більшість атомів вуглецю мають тип sp2 і локалізовані домени π-сполучення.

## Історія
Ціан вперше був синтезований у 1815 році Жозефом Луї Гей-Люссаком, який визначив його емпіричну формулу та дав йому назву. Гей-Люссак склав слово cyanogène із грецьких слів κυανός (синій) і γεννάω (створюю), тому що ціанід вперше виділив шведський хімік Карл Вільгельм Шеєле з пігменту «берлінська лазур».
У 1824 році німецький хімік Фрідріх Велер одержав із диціану і води щавлеву кислоту.
До 1850-х років фотографи використовували ціанове мило для видалення з рук плям срібла. Ціан набув важливості з розвитком промисловості добрив наприкінці XIX століття і залишається важливим проміжним продуктом у виробництві багатьох добрив. Використовується також як стабілізатор у виробництві нітроцелюлози.
Ціан часто зустрічають у кометах. У 1910 році спектроскопічний аналіз комети Галлея виявив ціан у хвості комети, що призвело до загальних побоювань, що Землю буде отруєно, коли вона пройде через хвіст комети. Люди в Нью-Йорку носили протигази, а торговці продавали шарлатанські «таблетки від комети», які нібито нейтралізували отруєння. Коли Земля проходила крізь хвіст комети Галлея, через його надзвичайно малу густину не спостерігалося жодних ефектів.
Ціан було виявлено на кометі Борисова, а також в атмосфері Титана.

## Безпека
Як і інші ціаніди, ціан є дуже токсичним, оскільки він легко перетворюється на ціанід, які отруює цитохром-c-оксидазний комплекс, тим самим перериваючи електронтранспортний ланцюг у мітохондріях.
Ціан подразнює очі та дихальну систему. Його вдихання здатне спричинити головний біль, запаморочення, прискорений пульс, нудоту, блювоту, втрату свідомості, судоми та смерть, залежно від концентрації. Смертельна доза при вдиханні зазвичай коливається від 100 до 150 мг.
Ціан створює друге за температурою полум'я природного походження (після ацетилендінитрилу), коли він горить у кисні — з температурою понад 4525 °C. Ціан горючий і легкозаймистий, утворює з повітрям вибухові суміші.

## У масовій культурі
У серіалі «Доктор Хто» «Мозок Морбіуса» (5-та серія 13-uj сезону) Доктор синтезує ціан, використовуючи як вихідний матеріал ціанистий водень, і випускає його через трубу, щоб завадити Солонові провести операцію на мозку тіла Морбіуса. Утім, той її завершує, але незабаром після цього помирає від отруєння ціаном.
У фільмі «Мережі зла» (1987) Фрайдей (Ден Екройд) і Стрібек (Том Генкс) вистежують лиходія, який викрав «псевдогалогенову ціанову сполуку».